# Вилча
Вилча — повіт Румунії, на південних схилах Східних Карпат у середній течії річки Олт. Адміністративний центр — місто Римніку-Вилча.

## Географія
Річки: Джилорт.

## Господарство
Видобування слюди, кам'яної солі, нафти. Деревообробка, харчова промисловість, виробництво будівельних матеріалів. ГЕС на р. Лотру. У горах — лісозаготівлі.
Культивується кукурудза, пшениця, тютюн, виноградарство (район Дрегешані) та плодівництво.
Навколо мінеральних джерел виросли курорти: Беїле-Говора, Беїле-Оленешті.

## Адміністративний поділ
Жудець поділено на 2 муніципії, 9 міст.
- Римніку-Вилча
- Дреґешані
- Бебені
- Белчешті
- Бербешті
- Беїле-Ґовора
- Беїле-Оленешті
- Брезой
- Келіменешті
- Хорезу
- Окнеле-Марі